# Delfines de Miranda
Les Delfines de Miranda sont un club vénézuélien de basket-ball évoluant en Liga Nacional de Baloncesto, soit l'une des deux divisions professionnelles du championnat vénézuélien. Le club est basé dans la ville de Caracas.

## Palmarès
- Champion du Venezuela (LNB) : 2002, 2003, 2004, 2005, 2006

## Joueurs célèbres ou marquants
- Richard Lugo
- Victor David Diaz